# Noord-Brabant
Noord-Brabant (svenska: Nordbrabant) är en provins i södra Nederländerna. Den gränsar till provinserna Zuid-Holland och Gelderland i norr, Limburg i öst, Zeeland i väst och de belgiska provinserna Antwerp och Limburg i söder. I Noord-Brabant bor det 2 508 691 invånare (2016). Provinsens huvudort är 's-Hertogenbosch. Noord-Brabant var tidigare en del av hertigdömet Brabant som även bestod av delar av det nuvarande Belgien. Uppdelningen gjordes i Westfaliska freden 1648.

## Kommuner
Noord-Brabant består av 62 kommuner (gemeenten):

- Alphen-Chaam
- Altena
- Asten
- Baarle-Nassau
- Bergeijk
- Bergen op Zoom
- Bernheze
- Best
- Bladel
- Boekel
- Boxmeer
- Boxtel
- Breda
- Cranendonck
- Cuijk
- Deurne
- Dongen
- Drimmelen
- Eersel
- Eindhoven
- Etten-Leur
- Geertruidenberg
- Geldrop-Mierlo
- Gemert-Bakel
- Gilze en Rijen
- Goirle
- Grave
- Haaren
- Halderberge
- Heeze-Leende
- Helmond
- 's-Hertogenbosch (Den Bosch)
- Heusden
- Hilvarenbeek
- Laarbeek
- Landerd
- Loon op Zand
- Meierijstad
- Mill en Sint Hubert
- Moerdijk
- Nuenen, Gerwen en Nederwetten
- Oirschot
- Oisterwijk
- Oosterhout
- Oss
- Reusel-De Mierden
- Roosendaal
- Rucphen
- Sint Anthonis
- Sint-Michielsgestel
- Someren
- Son en Breugel
- Steenbergen
- Tilburg
- Uden
- Valkenswaard
- Veldhoven
- Vught
- Waalre
- Waalwijk
- Woensdrecht
- Zundert